# 5-Метилцитозин
5-Метилцитозин — метильована форма цитозину, в якому метильна група додана до 5-го вуглецю, змінюючи його структуру без зміни його властивосей утворення пар основ в нуклеїнових кислотах. Ця епігенетична модифікація є ключовим гравцем у регуляції генів і бере участь у різних біологічних процесах.

## Біологічне значення
- Епігенетичне регулювання: 5-метилцитозин є критично важливим компонентом метилювання ДНК, яке є фундаментальним епігенетичним механізмом, залученим до придушення експресії генів, геномної стабільності та клітинної диференціації.[2][3]
- Експресія генів: 5-метилцитозин може пригнічувати транскрипцію генів, коли вони розташовані в областях промоторів генів, інгібуючи зв’язування факторів транскрипції, тим самим впливаючи на регуляцію експресії генів.[4]
- Епітранскриптоміка: 5-метилцитозин, ймовірно, впливає на стабільність мРНК, ефективність трансляції, моделі сплайсингу та реакцію клітин на сигнали навколишнього середовища. Хоча його точні механізми та функції все ще досліджуються, m5C, здається, відіграє вирішальну роль у регуляції експресії генів і клітинних процесів на рівні епітранскриптому[en].[5][6]